# Hilton Head Challenger
L'Hilton Head Challenger è stato un torneo professionistico di tennis giocato su campi in terra verde. Faceva parte dell'ATP Challenger Series. L'unica edizione si è disputata a Hilton Head negli Stati Uniti.

## Albo d'oro

### Singolare
| Anno | Campione      | Finalista  | Punteggio     |
| ---- | ------------- | ---------- | ------------- |
| 1978 | Ricardo Acuña | Tim Garcia | 1–6, 6–3, 7–6 |

### Doppio
| Anno | Campioni                   | Finalisti              | Punteggio     |
| ---- | -------------------------- | ---------------------- | ------------- |
| 1978 | Peter Rennert Kevin Curren | Peter Kronk Greg Braun | 6–3, 4–6, 6–2 |